# Boxing Island
Boxing Island ist eine kleine Insel vor der Danco-Küste des Grahamlands im Norden der Antarktischen Halbinsel. Sie liegt in der Charlotte Bay und bildet östlich des Harris Peak die westliche Begrenzung zur Giffard Cove.
Teilnehmer der Belgica-Expedition (1897–1899) des belgischen Polarforschers Adrien de Gerlache de Gomery kartierten die Insel erstmals, gaben ihr jedoch keinen Namen. Die Benennung erfolgte durch den Falkland Islands Dependencies Survey (FIDS). Namensgebend ist der Boxing Day, nachdem der FIDS die Insel am 26. Dezember 1955 gesichtet hatte.